# Wikipédia en javanais
Wikipédia en javanais (en javanais : Wikipédia basa Jawa) est l’édition de Wikipédia en javanais, langue malayo-polynésienne occidentale parlée à Java en Indonésie. L'édition est lancée en janvier 2003 et dans les faits en mars 2004. Son code est : jv.
Au 21 mars 2025, l'édition en javanais contient 74 409 articles et compte 65 768 contributeurs, dont 89 contributeurs actifs et 5 administrateurs.

## Présentation

Aire de diffusion du javanais.

## Statistiques
- En février 2009, l'édition en javanais compte quelque 16 000 articles et 2 700 utilisateurs enregistrés.
- Le 7 octobre 2022, elle contient 71 686 articles et compte 54 531 contributeurs, dont 89 contributeurs actifs et 4 administrateurs.
- Le 22 août 2024, elle contient 74 083 articles et compte 63 517 contributeurs, dont 108 contributeurs actifs et 5 administrateurs.